# Walter Ladengast
Walter Ladengast, né à Vienne le 4 juillet 1899 et mort à Munich le 3 juillet 1980 , est un acteur autrichien qui est apparu dans 72 films entre 1928 et 1979.

## Filmographie sélective
- 1940 : Wunschkonzert
- 1940 : Der Feuerteufel de Luis Trenker
- 1941 : Illusion de Victor Tourjanski
- 1955 : Hanussen
- 1960 : Les Eaux saintes
- 1974 : L'Énigme de Kaspar Hauser
- 1979 : Nosferatu, fantôme de la nuit